# U Nu
Nu(25 tháng 5 năm 1907 - 14 tháng 2 năm 1995), được biết đến như là U Nu (tiếng Miến Điện: ဦး နု; phát âm [ʔú nṵ]) hoặc Thakin Nu, là một chính trị gia danh tiếng của Myanmar trong thế kỷ 20. Ông là Thủ tướng Miến Điện đầu tiên theo các điều khoản của Hiến pháp Miến Điện năm 1947 của Liên bang Miến Điện, từ ngày 4 tháng 1 năm 1948 đến ngày 12 tháng 6 năm 1956, một lần nữa từ ngày 28 tháng 2 năm 1957 đến 28 tháng 10 năm 1958, và cuối cùng từ ngày 4 tháng 4 năm 1960 đến ngày 2 tháng 3 năm 1962.

## Tiểu sử
Nu sinh ra ở U San Tun và Daw Saw Khin của Wakema, Myaungmya District, Burma. Ông đã theo học tại Myoma High School ở Yangon, và nhận được một B.A. từ Đại học Rangoon vào năm 1929. Năm 1935, ông kết hôn với Mya Yi trong khi theo học Cử nhân luật.

### Thời kỳ quốc hội

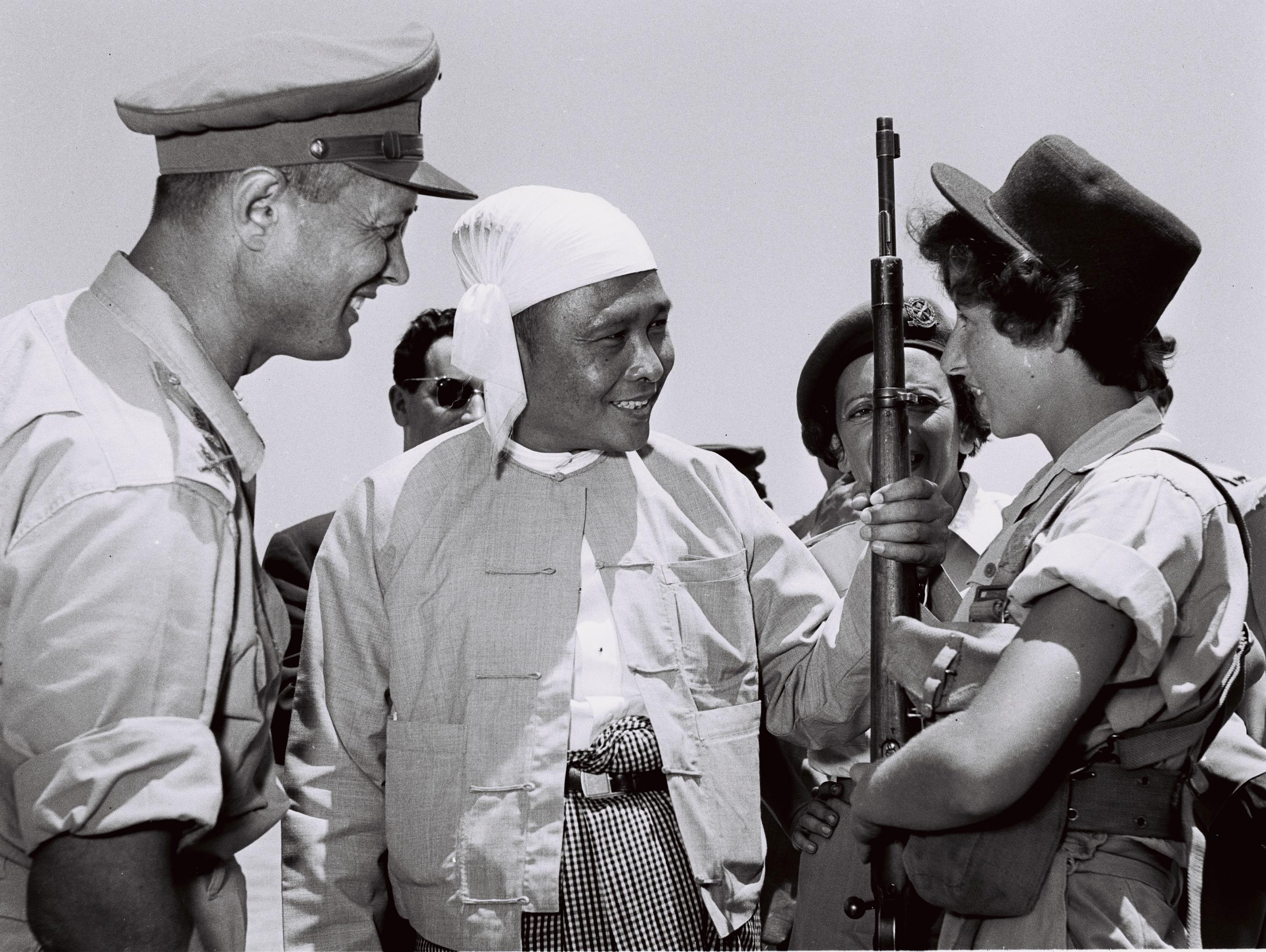
U Nu với Moshe Dayan trong chuyến viếng thăm Israel vào năm 1955

Miến Điện giành được độc lập từ Anh ngày 4 tháng 1 năm 1948. U Nu trở thành chủ tịch của Hiệp hội sinh viên Myoma cũ ở Yangon. Ông trở thành Thủ tướng đầu tiên của Miến Điện độc lập, và ông đã phải đối phó với cuộc nổi loạn vũ trang. Các phiến quân bao gồm các nhóm dân tộc khác nhau, các đảng cộng sản Cờ Đỏ và Cờ Đỏ, và một số trung đoàn trong Quân đội. Tuy nhiên, một thách thức khác là sự lưu vong Kuomintang (KMT). Sau khi bị những người Cộng sản chiến thắng đuổi ra khỏi Trung Quốc, họ đã thiết lập căn cứ ở miền đông Miến Điện, và phải mất vài năm vào đầu những năm 1950 để đẩy họ ra. Một hệ thống dân chủ được lập ra và các cuộc bầu cử quốc hội được tổ chức nhiều lần. Trong suốt những năm 1950, U Nu giám sát việc thực hiện Pyidawtha Plan, một kế hoạch phát triển kinh tế quốc gia để thiết lập một phúc lợi xã hội công nghiệp ở Miến Điện.